# Ásthildur Lóa Þórsdóttir
Ásthildur Lóa Þórsdóttir (Reikiavik, 20 de noviembre de 1966) es una política islandesa. Fue ministra de Educación y Asuntos de la Infancia durante el gobierno de Kristrún Frostadóttir, entre diciembre de 2024 y marzo de 2025. Es miembro del Alþingi desde 2021 por el Partido del Pueblo de Islandia.

## Biografía
Hija de un empleado de banco y de una azafata, Þórsdóttir se graduó en el Gimnasio Femenino de Reykjavik en 1986 y en la Escuela de Educación de Islandia en 1994 con una licenciatura en Educación. De 1994 a 2021 alternó diversos trabajos, mayormente como maestra, pero también como empleada en empresas de nutrición, en servicios de informática o como representante de ventas.
Desde 2017, es la presidenta del Grupo de Interés de los Hogares. De 2018 a 2021 estuvo en la junta directiva de la Asociación de Maestros de Escuelas Primarias de Islandia.
En 2021 entró como miembro al Parlamento de Islandia por la Circunscripción Sur del país. Entre 2021 y 2024 fue la Presidenta Tercera del Alþingi, y entre 2024 y 2025 su presidenta interina, cargo compaginado con el de ministra de educaión.

## Renuncia
El 20 de marzo de 2025, dimitió tras un escándalo en el que admitió haber tenido una romance con un adolescente de 15 años cuando ella tenía 22. Se conocieron en un grupo religioso llamado Trú og Líf, donde ella trabajaba como líder juvenil cristiana. Más tarde, dio a luz a un hijo suyo cuando él tenía 16 años y ella 23. El padre, Eirík Ásmundsson, afirma que nunca se sintió una «víctima»; sin embargo, acusa a Þórsdóttir de no haberle permitido ver a su hijo tras conocer ella a su actual marido, mientras que Þórsdóttir le habría exigido y hecho pagar la manutención del niño durante 18 años.
Ante la revelación, más tarde el mismo día, Þórsdóttir decidió dimitir para no obstaculizar la buena marcha del gobierno de Frostadóttir. Afirmó que, en la época (años 1980 y 1990), diferencias de edad como estas no eran infrecuentes, aunque los roles solían estar invertidos respecto a su caso.
Los demás ministros del gabinete rehusaron hacer comentarios al respecto, y politólogos aprobaron la dimisión como medida para fortalecer el gobierno. Þórsdóttir continuará su trabajo en el Alþingi.